# 迪米特利·柏拉杜斯
迪米特利·柏拉杜斯（英語：Dimitri Petratos，1992年11月10日—），是一名澳洲職業足球員，司職前鋒，現時效力印度超级足球聯賽球會莫亨巴根超級巨人。
2013年加盟獅吼，由於他的外貌和打扮酷似西班牙球星大衞·韋拿，加上踢法同樣偏技術型，因而有「假韋拿」之暱稱。

## 外部連結
- Sydney FC youth profile
- worldfootball.net：迪米特利·柏拉杜斯之統計數據 （英文）
- 迪米特利·柏拉杜斯在 kleague.com上的出场纪录（韓語）